# Polihydroksymaślan
Polihydroksymaślan (poli-β-hydroksymaślan, PHB 
z ang. polyhydroxybutyrate) to polimer biodegradowalny z grupy alifatycznych poliestrów produkowany i magazynowany przez różne gatunki bakterii, ulegający biodegradacji.
Jest to pierwszy polimer o własnościach termoplastycznych pochodzący z biosyntezy, który został wprowadzony skutecznie na rynek tworzyw sztucznych.
Polimer ulega powolnemu rozkładowi na wodę i dwutlenek węgla pod wpływem bakterii obecnych w glebie, ściekach czy mule, zwłaszcza gdy trafi w warunki beztlenowe. Z polimeru wytwarza się opakowania na szampony i kosmetyki. Spośród różnych możliwych izomerów strukturalnych tego polimeru praktyczne znaczenie ma tylko poli(3-hydroksymaślan) (P3HB).